# Crowheart
Crowheart è un census-designated place degli Stati Uniti d'America, situato nella Contea di Fremont dello stato del Wyoming. Nel censimento del 2000 la popolazione era di 163 abitanti.

## Geografia fisica
Secondo i rilevamenti dell'United States Census Bureau, la località di Crowheart si estende su una superficie di 81,0 km², tutti occupati da terre.

## Popolazione
Secondo il censimento del 2000, a Crowheart vivevano 163 persone, ed erano presenti 43 gruppi familiari. La densità di popolazione era di 2,0 ab./km². Nel territorio comunale si trovavano 80 unità edificate. Per quanto riguarda la composizione etnica degli abitanti, il 49,08% era bianco, il 43,56% era nativo, l'1,23% apparteneva ad altre razze e il 6,13% a due o più. La popolazione di ogni razza ispanica corrispondeva al 3,07% degli abitanti.
Per quanto riguarda la suddivisione della popolazione in fasce d'età, il 32,5% era al di sotto dei 18, il 6,7% fra i 18 e i 24, il 23,9% fra i 25 e i 44, il 27,0% fra i 45 e i 64, mentre infine il 9,8% era al di sopra dei 65 anni di età. L'età media della popolazione era di 36 anni. Per ogni 100 donne residenti vivevano 147,0 uomini.